# 高校球児ザワさん
『高校球児ザワさん』（こうこうきゅうじザワさん）は、三島衛里子による日本の漫画。『ビッグコミックスピリッツ増刊号Casual』2008年6月7日号（小学館）に読み切りが掲載され、その後同年8月の『ビッグコミックスピリッツ』（同社）39号から2013年13号まで連載された。2011年、第2回サムライジャパン野球文学賞大賞受賞。

## 概要
西東京にある野球強豪校の日践学院高校硬式野球部を舞台に、唯一の女子選手である主人公・都澤理紗の高校生や野球部員としての日常を、各話8ページほどの短いページ数の一話完結形式で描かれている。
主要人物や描かれる内容は野球部やその関係者がメインで試合中の描写もあるが、各話は独立したエピソードで構成され、全体を通してのストーリーは無い。また、登場人物は進級しない方式で描かれていたが、2011年6月の28号で都澤ら1年生は2年生に進級した。
エキサイトニュースで「フェチすぎる野球マンガ」と紹介されたことを契機に、単行本の帯などでも同様のフレーズがキャッチコピーとして使われる。
『サンデーGX』（小学館）2017年8月号より連載が開始された『なんしょんなら!!お義兄さん』は本作の後日談となっており、一部の登場人物が引き続き登場している。

## 登場人物
都澤 理紗（みやこざわ りさ）
主人公。日践学院高校、投手。硬式野球部唯一の女子選手で右投左打。3月8日生まれ。身長172センチメートル、体重59キログラム前後、Dカップ(兄・耕治の証言による)。三鷹市の古びた木造平屋に祖父、兄と共に暮らす。兄の耕治は同じ野球部のエース。
一人称は「理紗」で、目上の人などに対しては「自分」。部員からは「ザワさん」「ザワ」などと呼ばれている。
高野連規定のため公式戦には出場できないが、練習試合には出ている。ボーイッシュなショートカットで授業中などは眼鏡をかけることもある。苗字を「都沢」と書かれることを嫌う。楠本、花村、守口とは同じクラスで、練習以外でも行動を共にすることが多い。
小学校2年生から野球を始め、光聖女学院中等科在校中は三鷹南リトルシニアに所属、2年次に投手・遊撃手として関東大会優勝。楠本とはシニア時代からのチームメイトで、横山光輝の漫画を借りるなどしている。
楠本 玄（くすもと げん）
野球部。右投両打。内野手で、守備は冷静かつ堅実だがバッティングは非力。ザワさんとは2年間同じクラスで、1年の頃は花村、守口らと同じクラスだった。私立進学校の桐明学園中学校卒。ザワとはシニアでもチームメイト。国立市在住で、家は裕福な描写がある。母親に対して反抗的な面が多く、2年生の頃、遂に爆発して家を飛び出し野球部の寮に入る事になり、特徴的だった太い眉毛を細くした。
花村 晃仁（はなむら あきひと）
野球部。右投右打。後にキャプテンに就任、外野手、投手。細身でやる気にムラがあって手抜き癖があるが打撃センスに優れ、グラウンドが使えない雨の日には1年で1人だけ上級生に混じって室内練習場での練習に参加している。中学生の頃はヤンキーであり、マルボロメンソールを１日１箱以上吸っていたが、高校に入り禁煙。その名残か、眉毛を細く剃っており、耳にはピアスの跡がある。1年の頃は、ザワ、楠本、守口らと同じクラスだった。男鹿さなえと付き合っていたが物語終盤で破局した。
立川市立柴崎中学校卒、中学時代はシニアに所属していた。
守口 健太郎（もりぐち けんたろう）
野球部。右投右打。捕手で、がっしりした体格と強肩が持ち味だがリードは単調。1年の頃はザワ、楠本、花村らと同じクラスだった。花村と同じ柴崎中学卒だが、花村と違い軟式野球部に所属していた。妹が1人いる。
都澤 耕治（みやこざわ こうじ）
野球部でエース投手、高校野球雑誌でも紹介されている。都澤理紗の兄で他校の選手からは「日践の王子」、妹からは「こうちゃん」と呼ばれている。妹と顔立ちが似ている。妹とは異なり、「都澤」には拘っていない様で、バッグの刺繍は「都沢」である。カブトムシが大好きであり、自分の部屋は虫かごで埋め尽くされている。3年生から同じクラスであるオタクグループと仲良くなり、野球部を含め4つの部活に所属し始める。後にドラフト1位でヤクートスパロウズに入団する。
武田（たけだ）
野球部。一塁手の控えの控え。後輩に対し高圧的で、楠本らから嫌われている。
長谷川（はせがわ）
捕手。後輩からは「長谷さん」と呼ばれている。常に眼鏡を掛けており、真面目な顔で冗談を言うこともある。夏の西東京大会では背番号12をつけてベンチ入りしている。その後、正捕手となる。
東海（とうかい）
野球部監督。長年監督を務めているベテランで雑誌には名将とも書かれている。選手に対しては怒号やビンタを伴う厳しい姿勢で臨むが、これでも昔と比べて緩く、昔は女子マネージャーさえ許さなかったようである。古文教諭でザワたちのクラスを受け持っている。
相田（あいだ）
野球部コーチ。日践学院の前身である日践商業野球部のOBで高校時代は花形エースだった。

## 舞台

### 日践学院高等学校
多摩川近傍にある男女共学の私立高校で、日践商業高校から校名を改めた。武田や楠本によれば学業のレベルは低い「バカ高校」。JR青梅線昭島駅南口より路線バス、「日践高校前」下車。
硬式野球部
選抜高等学校野球大会・全国高等学校野球選手権大会に何度も出場している強豪。優勝経験もある。64名の部員が所属する。

## 単行本
- 三島衛里子 『高校球児ザワさん』小学館〈ビッグコミックス スペシャル〉、全12巻
  1. 2009年04月30日発売 ISBN 978-4-09-182537-7
  2. 2009年07月30日発売 ISBN 978-4-09-182669-5
  3. 2009年12月31日発売 ISBN 978-4-09-182864-4
  4. 2010年04月28日発売 ISBN 978-4-09-183230-6
  5. 2010年08月30日発売 ISBN 978-4-09-183465-2
  6. 2010年12月25日発売 ISBN 978-4-09-183733-2
  7. 2011年06月30日発売 ISBN 978-4-09-184088-2
  8. 2011年12月27日発売 ISBN 978-4-09-184328-9
  9. 2012年03月30日発売 ISBN 978-4-09-184423-1
  10. 2012年08月30日発売 ISBN 978-4-09-184696-9
  11. 2012年12月27日発売 ISBN 978-4-09-184846-8
  12. 2013年04月30日発売 ISBN 978-4-09-185316-5